# Kempanapura, Tirumakudal Narsipur
Kempanapura là một làng thuộc tehsil Tirumakudal Narsipur, huyện Mysore, bang Karnataka, Ấn Độ.